# Jigawa
Jigawa je jeden ze 36 států Nigérie. Leží v severní části země v Severním regionu a jeho hlavním městem je Dutse. V roce 2022 zde žilo přibližně 7,5 milionu obyvatel a je tak 8. nejlidnatějším nigerijským státem. Vznikl v srpnu 1991, když se odtrhnul od státu Kano. Dominantními etniky ve státě jsou Hausové a Fulbové. Valná většina obyvatel státu jsou muslimové a stát Jigawa je tak jedním z 12 nigerijských států, kde je uplatňováno právo Šaría. Stát se nachází v oblasti se semiaridním podnebím, dominantním zdrojem příjmů pro jeho obyvatele je zemědělství. Na severu stát Jigawa sdílí hranici s Nigerem. 